# Тереза де Лауретіс
Тереза де Лауретіс (Italian: [teˈrɛːza de lauˈreːtis]; нар. 29 листопада 1938, Болонья) — італійська письменниця та заслужена професорка-емерита з історії свідомості в Каліфорнійському університеті Санта -Крус. До сфери її інтересів входять семіотика, психоаналіз, теорія кіно, теорія літератури, фемінізм, жіночі студії, лесбійки та квір-дослідження. Вона також писала про наукову фантастику. Вільно володіє англійською та італійською, вона пише обома мовами. Крім того, її роботи перекладені шістнадцятьма іншими мовами.
Де Лауретіс отримала ступінь докторки сучасної мови та літератури в Міланському університеті перед тим, як переїхати до США. Вона приєдналася до «Історії свідомості» разом з Гейденом Вайтом, Донною Гаравей, Фредріком Джеймсоном та Анджелою Девіс. Була виїзною професоркою в університетах світу, включаючи Канаду, Німеччину, Італію, Швецію, Австрію, Аргентину, Чилі, Францію, Іспанію, Угорщину, Хорватію, Мексику та Нідерланди. В даний час вона живе в Сан -Франциско, Каліфорнія, але часто проводить час в Італії та Нідерландах.